# Kendō-Wettkampf

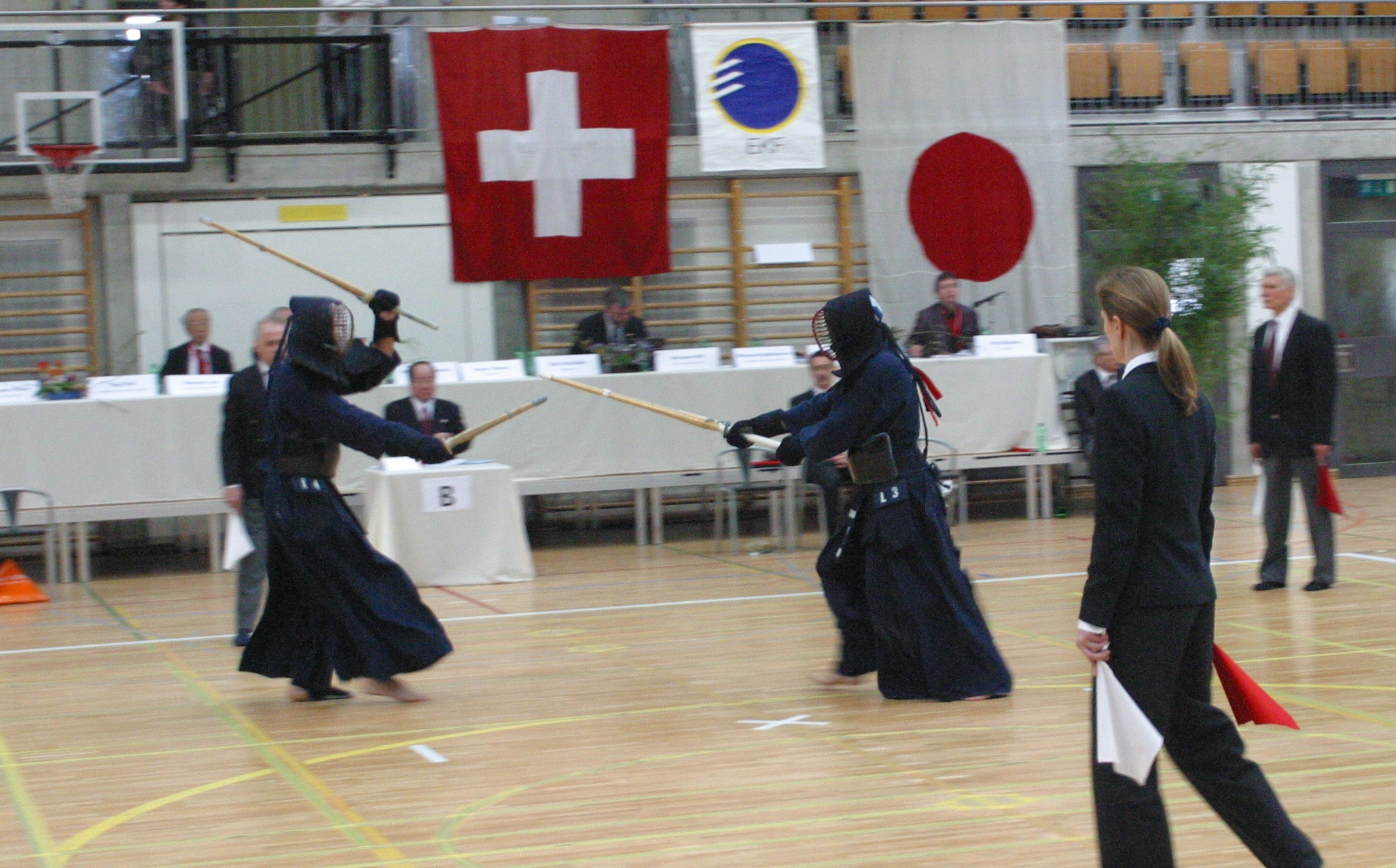
Kendō EM 2005 (Bern)

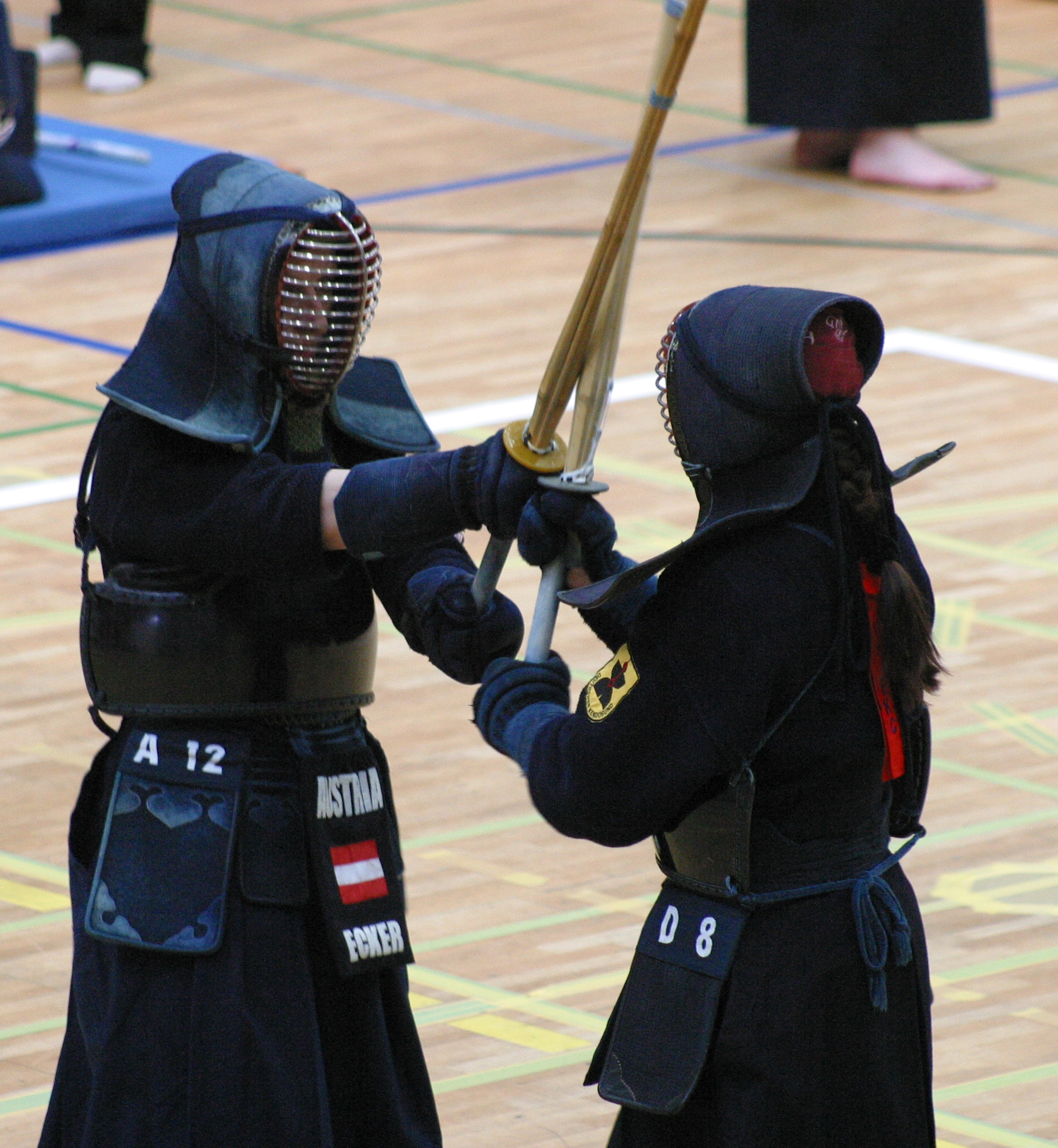
Kendō EM 2005 (Bern)

Heutzutage wird Kendō als Wettkampfsport betrieben, wobei die traditionellen Aspekte immer noch eine große Rolle spielen. Ein Turnierkampf (Shiai) wird durch das Erreichen von „Punkten“ gewonnen, wobei üblicherweise derjenige gewinnt, der zuerst zwei Punkte erzielt (und damit den Kampf beendet) oder der nach Ablauf der Kampfzeit mit einem Punkt führt. Steht es zu diesem Zeitpunkt unentschieden, ist entweder eine Verlängerung oder ein Schiedsrichterentscheid üblich. Die Kampfzeit beträgt meistens zwischen drei und fünf Minuten. Seltener ist die Variante, in der nur ein Punkt erreicht werden muss, um zu gewinnen (Ippon-shobu).
Der Kampf wird auf einer begrenzten, quadratischen Kampffläche (Shiai-Jo) ausgetragen, die zwischen 9 × 9 und 11 × 11 m groß ist. Über die Vergabe von Punkten entscheiden drei Schiedsrichter (Shimpan), die in einem Dreieck um die Kämpfenden positioniert sind, was eine Beobachtung des Geschehens aus verschiedenen Blickwinkeln garantiert. Ein Punkt wird nur dann vergeben, wenn mindestens zwei der Schiedsrichter dafür stimmen.
Um einen Punkt zu erreichen, muss ein Kendōka diverse Kriterien erfüllen, die auf die Zeit des echten Schwertkampfes zurückgehen. Das heißt, ein Angriff muss so geführt werden, dass er verschiedene Aspekte eines realistischen Schwerthiebes beinhaltet, wie er traditionellerweise mit einem japanischen Katana ausgeführt wurde. Es reicht daher nicht aus, den Gegner, wie etwa beim Fechten, mit der eigenen Waffe (ein Bambusschwert, Shinai) nur zu berühren. 

Trefferflächen: 1. Men, 2. Hidari, 3. Tsuki, 4. Hidari-Kote, 5. Hidari-Do, 6. Migi-Men, 7. Kote, 8. Migi

Die Angriffsmöglichkeiten sind im Kendō auf vier Trefferflächen begrenzt. Den Kopf (Men), die Handgelenke (Kote), den Bauch (Do) und den Kehlkopf (Tsuki). Die spezielle Rüstung (Bogu) schützt diese Stellen. Zum Kehlkopf erfolgt ein Stich, die anderen Trefferflächen müssen mit einer schnittartigen Bewegung getroffen werden. Dabei muss mit der richtigen Stelle des Shinais getroffen werden, die der optimalen Schnittfläche eines Schwertes entspricht. Außerdem ist der korrekte Einsatz des gesamten Körpers notwendig, um den Schlag mit ausreichend Energie zu führen. Ein Stampfschritt mit dem vorderen Fuß (Fumi-komi-ashi) ist Bestandteil dieser Bewegung. 
Des Weiteren hat ein Schrei (Kiai) zu erfolgen, der ebenfalls die Energie des Angriffs steigert und die Absicht des Attackierenden bezeugt. Auch nach erfolgtem Schlag muss der Kämpfer noch aufmerksam sein, die korrekte Haltung bewahren und seinen Gegner im Auge und unter Kontrolle halten (Zanshin). Nur wenn alle diese Aspekte vorhanden sind, wird ein Treffer als valider Angriff gewertet und ein Punkt vergeben.
Es gibt auch die Möglichkeit, Strafpunkte zu verteilen, wobei zwei Strafpunkte zu einem Punkt für den Gegner führen. Strafpunkte bekommt man für das Heraustreten aus der Kampffläche, unfaires Verhalten oder andere Regelverstöße.
Bei einem Kendō-Wettkampf wird, wie im Training, auf eine korrekte Etikette geachtet, das heißt die Verhaltensweisen der Teilnehmer (sowohl der Kämpfer wie der Schiedsrichter) unterliegen ritualisierten Normen (Reihō), deren Ziel, neben einem reibungslosen und sicheren Ablauf, die Respektbekundung den anderen gegenüber und die eigene Ernsthaftigkeit ist.